# Donna Vekić
Donna Vekić (Eszék, 1996. június 28. –) olimpiai ezüstérmes horvát hivatásos teniszezőnő.
2012-ben kezdte profi pályafutását. Négy egyéni WTA-tornagyőzelemmel rendelkezik, emellett öt egyéni és egy páros ITF-tornán végzett az első helyen. Legjobb világranglista-helyezése egyéniben a 17. hely, amit 2025. január 27-én ért el, párosban a 171. helyezés, amelyre 2018. augusztus 20-án került.
A Grand Slam tornákon a legjobb eredménye egyéniben az elődöntő, amelyet a 2024-es wimbledoni teniszbajnokságon ért el. Párosban a 3. körig jutott a 2023-as US Openen. 2012 óta Horvátország Fed-kupa-válogatottjának tagja.

## WTA-döntői

### Egyéni

#### Győzelmei (4)
| Összesítés            |                              |
| Grand Slam-torna (0)  |                              |
| Premier Mandatory (0) | WTA 1000 (kötelező)* (0)     |
| Premier Five (0)      | WTA 1000 (nem kötelező)* (0) |
| Premier (0)           | WTA 500* (0)                 |
| International (2)     | WTA 250* (2)                 |

*2021-től megváltozott a tornák kategóriáinak elnevezése.
| No. | Dátum             | Helyszín                           | Borítás    | Ellenfél a döntőben | Eredmény a döntőben | Eredmény a döntőben |
| 1.  | 2014. április 20. | Malaysian Open, Kuala Lumpur       | Kemény     | Dominika Cibulková  | 5–7, 7–5, 7–6(4)    |                     |
| 2.  | 2017. június 18.  | Nottingham Open, Nottingham        | Fű         | Konta Johanna       | 2–6, 7–6(3), 7–5    |                     |
| 3.  | 2021. október 31. | Courmayeur Ladies Open, Courmayeur | Kemény (f) | Clara Tauson        | 7–6(3), 6–2         |                     |
| 4.  | 2023. március 5.  | Monterrey Open, Monterrey          | Kemény     | Caroline Garcia     | 6–4, 3–6, 7–5       |                     |

#### Elveszített döntői (9)
| No. | Dátum                | Helyszín                                    | Borítás    | Ellenfél a döntőben  | Eredmény a döntőben | Eredmény a döntőben |
| 1.  | 2012. szeptember 15. | Tashkent Open, Taskent                      | Kemény     | Irina-Camelia Begu   | 4–6, 4–6            |                     |
| 2.  | 2013. június 16.     | AEGON Classic, Birmingham                   | Fű         | Daniela Hantuchová   | 6–7(5), 4–6         |                     |
| 3.  | 2015. szeptember 28. | Tashkent Open, Taskent                      | Kemény     | Hibino Nao           | 2–6, 2–6            |                     |
| 4.  | 2018. augusztus 5.   | Citi Open, Washington                       | Kemény     | Szvetlana Kuznyecova | 6–4, 6–7(7), 2–6    |                     |
| 5.  | 2019. február 3.     | St. Petersburg Ladies Trophy, Szentpétervár | Kemény (f) | Kiki Bertens         | 6–7(2), 4–6         |                     |
| 6.  | 2019. június 16.     | Nottingham Open, Nottingham                 | Fű         | Caroline Garcia      | 6–2, 6–7(4), 6–7(4) |                     |
| 7.  | 2022. október 16.    | San Diego Open, San Diego                   | Kemény     | Iga Świątek          | 3–6, 6–3, 0–6       |                     |
| 8.  | 2023. június 25.     | German Open, Berlin                         | Fű         | Petra Kvitová        | 2–6, 6–7(6)         |                     |
| 9.  | 2024. június 29.     | Bad Homburg Open, Bad Homburg               | Fű         | Gyiana Snajgyer      | 3–6, 6–2, 3–6       |                     |

## ITF döntői

### Egyéni (5–8)
| Díjazás        |
| -------------- |
| $100,000 torna |
| $75,000 torna  |
| $50,000 torna  |
| $25,000 torna  |
| $15,000 torna  |
| $10,000 torna  |

| Eredmény | No. | Dátum                | Torna                        | Borítás    | Ellenfél              | Eredmény          |
| -------- | --- | -------------------- | ---------------------------- | ---------- | --------------------- | ----------------- |
| Döntős   | 1.  | 2011. április 18.    | Hvar, Horvátország           | Salak      | Ema Burgić            | 5–7, 6–7(2)       |
| Győztes  | 1.  | 2011. július 25.     | Chiswick, Egyesült Királyság | Kemény     | Bojana Bobusic        | 3–6, 6–3, 6–3     |
| Döntős   | 2.  | 2011. augusztus 15.  | Westende, Belgium            | Kemény     | Lu Csia-csiang        | 4–6, 6–7(4)       |
| Döntős   | 3.  | 2011. október 17.    | Lagos, Nigéria               | Kemény     | Elina Szvitolina      | 4–6, 3–6          |
| Döntős   | 4.  | 2011. október 24.    | Lagos, Nigéria               | Kemény     | Tamaryn Hendler       | 4–6, 5–7          |
| Győztes  | 2.  | 2012. március 19.    | Bengaluru, India             | Kemény     | Andrea Koch Benvenuto | 6–2, 6–4          |
| Döntős   | 5.  | 2012. április 16.    | Namangan, Üzbegisztán        | Kemény     | Olga Pucskova         | 6–3, 3–6, 2–6     |
| Győztes  | 3.  | 2012. május 14.      | Fergana, Üzbegosztán         | Kemény     | Nagyija Kicsenok      | 6–2, 6–2          |
| Döntős   | 6.  | 2012. július 16.     | Campos do Jordão, Brazília   | Kemény     | María Irigoyen        | 5–7, 0–6          |
| Döntős   | 7.  | 2012. július 23.     | Wrexham, Egyesült Királyság  | Kemény     | Carina Witthöft       | 2–6, 7–6(4), 2–6  |
| Győztes  | 4.  | 2013. április 22.    | Isztambul, Törökország       | Kemény     | Jelizaveta Kulicskova | 6–4, 7–6(4)       |
| Döntős   | 8.  | 2016. szeptember 24. | Szentpétervár, Oroszország   | Kemény (f) | Natalja Vihljanceva   | 1–6, 2–6          |
| Győztes  | 5.  | 2016. október 23.    | Sarm es-Sejk, Egyiptom       | Kemény     | Sara Sorribes Tormo   | 6–2, 6–7(7), 6–3. |

### Páros (1–0)
| Díjazás        |
| -------------- |
| $100,000 torna |
| $75,000 torna  |
| $50,000 torna  |
| $25,000 torna  |
| $15,000 torna  |
| $10,000 torna  |

| Eredmény | No. | Dátum               | Torna             | Borítás | Partner          | Ellenfél                        | Eredmény |
| -------- | --- | ------------------- | ----------------- | ------- | ---------------- | ------------------------------- | -------- |
| Győztes  | 1.  | 2011. augusztus 15. | Westende, Belgium | Kemény  | Alexandra Walker | Anouk Delefortrie Déborah Kerfs | 6–4, 6–3 |

## Eredményei Grand Slam-tornákon

### Egyéni
| Grand Slam | Australian Open | Australian Open    | Roland Garros | Roland Garros     | Wimbledon      | Wimbledon           | US Open        | US Open              |
| Év         | Eredmény        | Utolsó ellenfél    | Eredmény      | Utolsó ellenfél   | Eredmény       | Utolsó ellenfél     | Eredmény       | Utolsó ellenfél      |
| 2012       | −               | −                  | −             | −                 | −              | −                   | Selejtező (Q3) | Selejtező (Q3)       |
| 2013       | 2. kör          | Caroline Wozniacki | 1. kör        | Mallory Burdette  | 1. kör         | Petra Cetkovská     | 2. kör         | Simona Halep         |
| 2014       | 1. kör          | Lucie Hradecká     | 1. kör        | Julia Glushko     | 2. kör         | V Zvonarjova        | 1. kör         | Coco Vandeweghe      |
| 2015       | 1. kör          | Mona Barthel       | 3. kör        | Ana Ivanović      | Selejtező (Q2) | Selejtező (Q2)      | Selejtező (Q2) | Selejtező (Q2)       |
| 2016       | 1. kör          | Ószaka Naomi       | 1. kör        | Madison Keys      | 1. kör         | Venus Williams      | Selejtező (Q3) | Selejtező (Q3)       |
| 2017       | 2. kör          | Caroline Wozniacki | 1. kör        | Csang Suaj        | 2. kör         | Konta Johanna       | 3. kör         | Anastasija Sevastova |
| 2018       | 2. kör          | Angelique Kerber   | 2. kör        | M Sarapova        | 4. kör         | Julia Görges        | 1. kör         | Anastasija Sevastova |
| 2019       | 2. kör          | Kimberly Birrell   | 4. kör        | Konta Johanna     | 1. kör         | Alison Riske        | Negyeddöntő    | Belinda Bencic       |
| 2020       | 3. kör          | Iga Świątek        | 1. kör        | Irina Bara        | elmaradt       | elmaradt            | 3. kör         | Cvetana Pironkova    |
| 2021       | 4. kör          | Jennifer Brady     | 1. kör        | Karolína Plíšková | 2. kör         | Karolína Plíšková   | 1. kör         | Garbiñe Muguruza     |
| 2022       | 1. kör          | Alison Riske       | 2. kör        | Amanda Anisimova  | 1. kör         | Jessica Pegula      | 1. kör         | V Kugyermetova       |
| 2023       | Negyeddöntő     | Arina Szabalenka   | 2. kör        | Bernarda Pera     | 3. kör         | Markéta Vondroušová | 1. kör         | Sachia Vickery       |
| 2024       | 1. kör          | A Pavljucsenkova   | 3. kör        | Olga Danilović    | Elődöntő       | Jasmine Paolini     | 4. kör         | Cseng Csin-ven       |
| 2025       | 4. kör          | A Pavljucsenkova   | 2. kör        | Bernarda Pera     | 2. kör         | Cristina Bucșa      |                |                      |

### Párosban
| Grand Slam | Australian Open          | Australian Open                      | Roland Garros         | Roland Garros                      | Wimbledon                 | Wimbledon                         | US Open                  | US Open                          |
| Év         | Eredmény Partner         | Utolsó ellenfél                      | Eredmény Partner      | Utolsó ellenfél                    | Eredmény Partner          | Utolsó ellenfél                   | Eredmény Partner         | Utolsó ellenfél                  |
| 2013       | −                        | −                                    | −                     | −                                  | −                         | −                                 | 1. kör Karolína Plíšková | Vania King Magdaléna Rybáriková  |
| 2014       | 1. kör Bojana Jovanovski | A Medina Garrigues J Svedova         | 1. kör Raluca Olaru   | Kristina Barrois Annika Beck       | 1. kör Sharon Fichman     | Krumm Date K B Záhlavová-Strýcová | 1. kör Bacsinszky Tímea  | Csan Hao-csing Csan Jung-zsan    |
| 2015       | 2. kör Shelby Rogers     | Caroline Garcia Katarina Srebotnik   | −                     | −                                  | −                         | −                                 | −                        | −                                |
| 2016       | −                        | −                                    | −                     | −                                  | 1. kör Daniela Hantuchová | Madison Brengle Tatjana Maria     | −                        | −                                |
| 2017       | −                        | −                                    | 1. kör Sorana Cîrstea | Andreja Klepač MJ Martínez Sánchez | 1. kör Shelby Rogers      | Mona Barthel Anett Kontaveit      | 1. kör Petra Martić      | Szánija Mirza Peng Suaj          |
| 2018       | 2. kör Kristýna Plíšková | Nagyija Kicsenok Anastasia Rodionova | 2. kör Darija Jurak   | Dalila Jakupović Irina Hromacsova  | 1. kör María Szákari      | Han Hszin-jün Luksika Kumkhum     | −                        | −                                |
| 2019       | 1. kör Belinda Bencic    | V Kugyermetova S Santamaria          | −                     | −                                  | −                         | −                                 | −                        | −                                |
| 2020       | −                        | −                                    | −                     | −                                  | −                         | −                                 | −                        | −                                |
| 2021       | −                        | −                                    | −                     | −                                  | −                         | −                                 | −                        | −                                |
| 2022       | −                        | −                                    | −                     | −                                  | −                         | −                                 | 1. kör Anna Kalinszkaja  | V Kugyermetova Elise Mertens     |
| 2023       | 1. kör Tereza Martincová | Cori Gauff Jessica Pegula            | –                     | –                                  | 1. kör Tereza Martincová  | Laura Siegemund Vera Zvonarjova   | 3. kör Karolína Plíšková | Leylah Fernandez Taylor Townsend |
| 2024       | 1. kör Sorana Cîrstea    | Demi Schuurs Luisa Stefani           | –                     | –                                  | 1. kör Anna Kalinszkaja   | Jana Szizikova Vang Ja-fan        |                          |                                  |

## Év végi világranglista-helyezései
| Év     | 2011  | 2012 | 2013 | 2014 | 2015 | 2016  | 2017 | 2018 | 2019 | 2020 | 2021 | 2022  | 2023 | 2024 |
| Egyéni | 392.  | 118. | 86.  | 84.  | 105. | 101.  | 56.  | 34.  | 19.  | 32.  | 67.  | 69.   | 23.  | 19.  |
| Páros  | 1074. | −    | −    | 650. | 371. | 1092. | 374. | 260. | 224. | 202. | 391. | 1250. | 228. | 945. |